# Cmentarz wojenny nr 207 – Lisia Góra
Cmentarz wojenny nr 207 w Lisiej Górze – cmentarz z I wojny światowej.
Zaprojektowany przez architekta Johanna Watzala jako kwatera wojskowa na cmentarzu parafialnym. Pochowano na nim 4 żołnierzy austro-węgierskich, 10 niemieckich i 33 rosyjskich w 39 grobach pojedynczych i 2 zbiorowych.